# Johnnie Parsons
Johnnie Parsons (né le 4 juillet 1918 à Los Angeles, et mort le 8 septembre 1984 à Van Nuys) est un pilote de course automobile américain qui a remporté les 500 miles d'Indianapolis en 1950. 
Parsons a eu l'honneur d'être le seul gagnant des 500 miles Indianapolis à avoir son nom mal orthographié sur le Trophée Borg-Warner. Il était sculpté "Johnny" au lieu de "Johnnie". L'erreur a été corrigée de manière posthume lorsque le trophée a été restaurée en 1991. Ironie du sort, il avait un fils nommé Johnny qui a participé à l'Indy 500 une douzaine de fois.

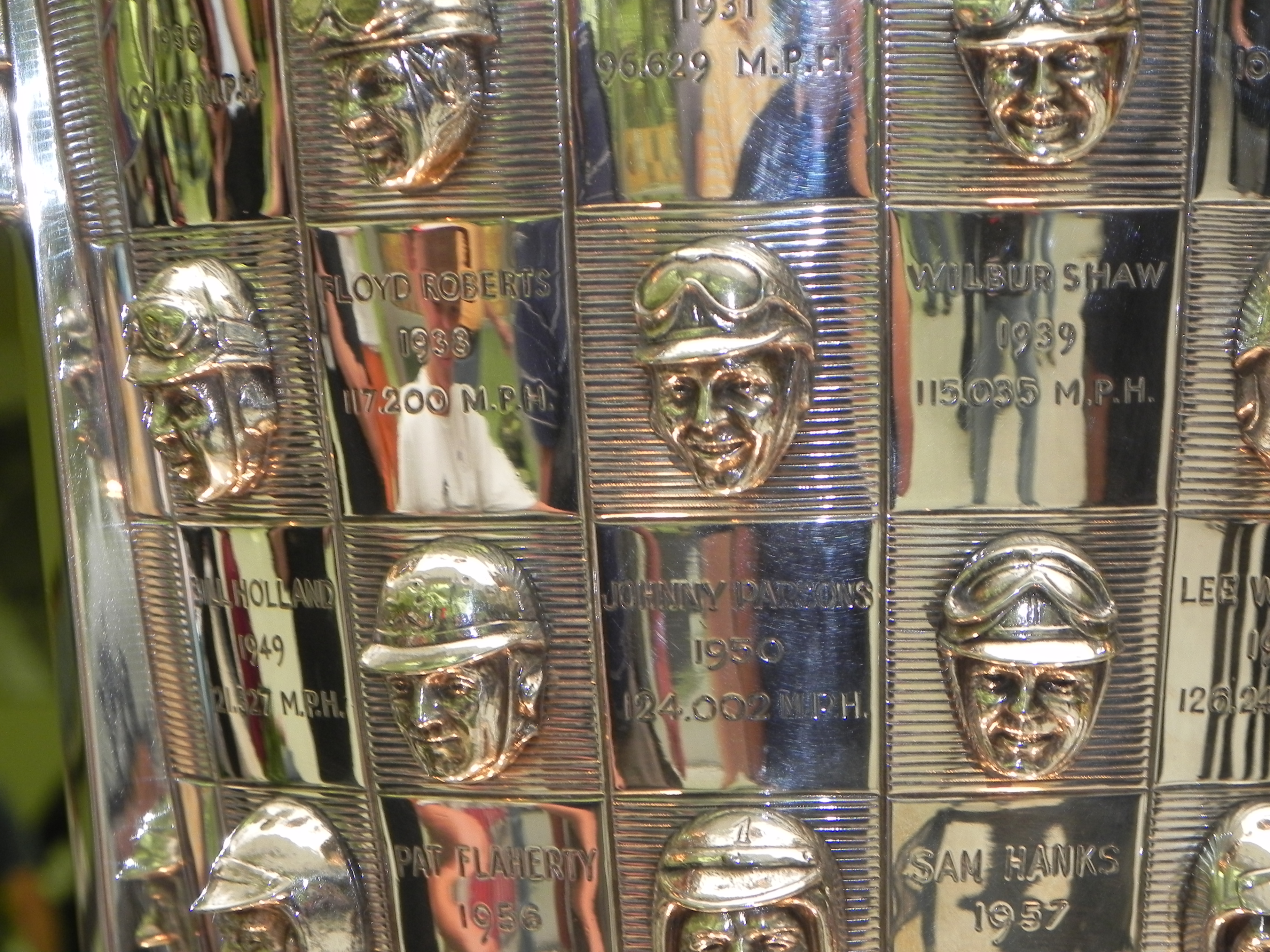
La tête de Parsons, gravée dans le Borg-Warner Trophy de l'Indy 500 (IMS Hall of Fame Museum.

## Carrière automobile
Johnnie Parsons commença sa carrière dans les courses de Midgets et a remporté en 1942 le championnat Midget United Association. Après la Seconde Guerre mondiale il s'inscrit dans le championnat national AAA(Association des Automobiles Américaines). Il termine à la troisième place en 1948 et remporte sa première victoire. En 1949 Parsons termine deuxième lors de sa première course en Indy 500 et remporte le championnat cette saison. Il remporte les 500 Miles Indianapolis en 1950 et le Turkey Night Grand Prix Midget en 1955. 
Après son départ, il est devenu le chef steward pour l'United States Automobile Club sur la côte Ouest des États-Unis dans les années 1970.

## Victoires en championnat AAA
- 1948 (1 victoire) : Du Quoin 100 (Kurtis Kraft)
- 1949 (3 victoires et titre national) : Milwaukee 200 - Syracuse 100 - Langhorne 100 (Kurtis Kraft)
- 1950 (2 victoires) : Indy 500 (Kurtis Kraft) - Darlington 200 (Nichels)
- 1951 (2 victoires) : Phoenix 100 - San Mateo 150 (Kurtis Kraft)
- 1952 (1 victoire) : Phoenix 100 (Kurtis Kraft)

## Résultats aux500 milesd'Indianapolis

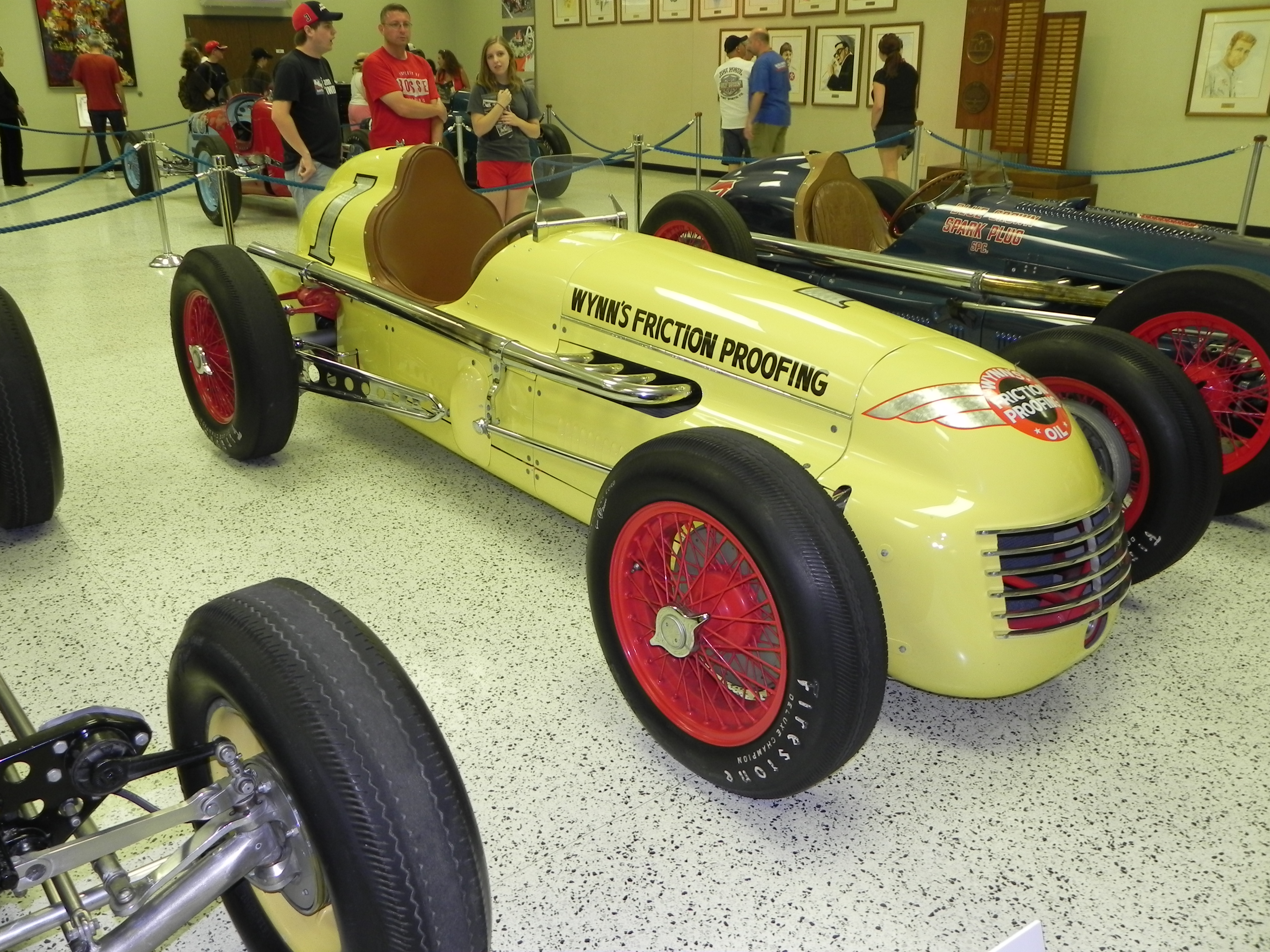
La Kurtis-Offenhauser du team Kurtis Kraft utilisée par Parsons pour remporter l'Indy 1950 (IMS Hall of Fame Museum.

| Année  | N° voiture | Grille | Classement | Tours | Tours en tête | Abandon    |
| ------ | ---------- | ------ | ---------- | ----- | ------------- | ---------- |
| 1949   | 12         | 12     | 2          | 200   | 0             | /          |
| 1950   | 1          | 5      | 1          | 138   | 115           | /          |
| 1951   | 3          | 8      | 21         | 87    | 0             | Électrique |
| 1952   | 5          | 31     | 10         | 200   | 0             | /          |
| 1953   | 21         | 8      | 26         | 86    | 0             | Moteur     |
| 1954   | 15         | 15     | 32         | 79    | 0             | Moteur     |
| 1955   | 16         | 27     | 21         | 117   | 0             | Électrique |
| 1956   | 98         | 6      | 4          | 200   | 16            | /          |
| 1957   | 18         | 17     | 16         | 196   | 0             | /          |
| 1958   | 45         | 6      | 12         | 200   | 0             | /          |
| Totaux | Totaux     | Totaux | Totaux     | 1504  | 131           |            |

| Départ    | 10 |
| Poles     | 0  |
| Victoires | 1  |
| Top 5     | 3  |
| Top 10    | 4  |
| Abandon   | 4  |

## Formule 1
Les 500 miles d'Indianapolis ont fait partie du Championnat du monde FIA de Formule 1 de 1950 à 1960. Les pilotes qui couraient en Indy 500 pendant cette période étaient crédités pour le championnat du monde. Johnnie Parsons a participé à 9 courses Indy comptant pour le championnat du monde de Formule 1. Il a remporté 1 course, obtenu 1 meilleur tour, et a terminé une fois sur le podium. Il a totalisé 12 points au championnat.

## Résultats en championnat du monde de Formule 1
| Saison | Écurie                           | Châssis             | Moteur                 | Pneus     | GP disputés | Points inscrits | Classement |
| ------ | -------------------------------- | ------------------- | ---------------------- | --------- | ----------- | --------------- | ---------- |
| 1950   | Wynn's Friction / Kurtis Kraft   | Kurtis Kraft 1000   | Offenhauser 4 en ligne | Firestone | 1           | 9               | 6e         |
| 1951   | Wynn's Friction Proofing / Walsh | Kurtis Kraft 3000   | Offenhauser 4 en ligne | Firestone | 1           | 0               | 70e        |
| 1952   | Jim Robbins                      | Kurtis Kraft 1000   | Offenhauser 4 en ligne | Firestone | 1           | 0               | 48e        |
| 1953   | Belond Equa-Flow                 | Kurtis Kraft 500B   | Offenhauser 4 en ligne | Firestone | 1           | 0               | 89e        |
| 1954   | Bardahl/Ed Walsh                 | Kurtis Kraft 4000   | Offenhauser 4 en ligne | Firestone | 1           | 0               | 82e        |
| 1955   | Trio Brass Foundry / Anderson    | Kurtis Kraft 500C   | Offenhauser 4 en ligne | Firestone | 1           | 0               | 69e        |
| 1956   | J.C. Agajanian                   | Kuzma Indy Roadster | Offenhauser 4 en ligne | Firestone | 1           | 3               | 15e        |
| 1957   | Sumar/Chapman Root               | Kurtis Kraft 500G   | Offenhauser 4 en ligne | Firestone | 1           | 0               | 44e        |
| 1958   | Fred Gerhardt                    | Kurtis Kraft 500G   | Offenhauser 4 en ligne | Firestone | 1           | 0               | 41e        |

## Récompenses dans lesHall of Fame
- Il a été intronisé au National Midget Auto Racing Hall of Fame en 1984.
- Il a été intronisé au Motorsports Hall of Fame of America en 2004.

## Anecdote
Le graveur inscrivit par inadvertance le prénom du propre fils du pilote sur le Borg-Warner Trophy, de formulation plus courante avec un "y", avant de corriger.